# Robert Scheer

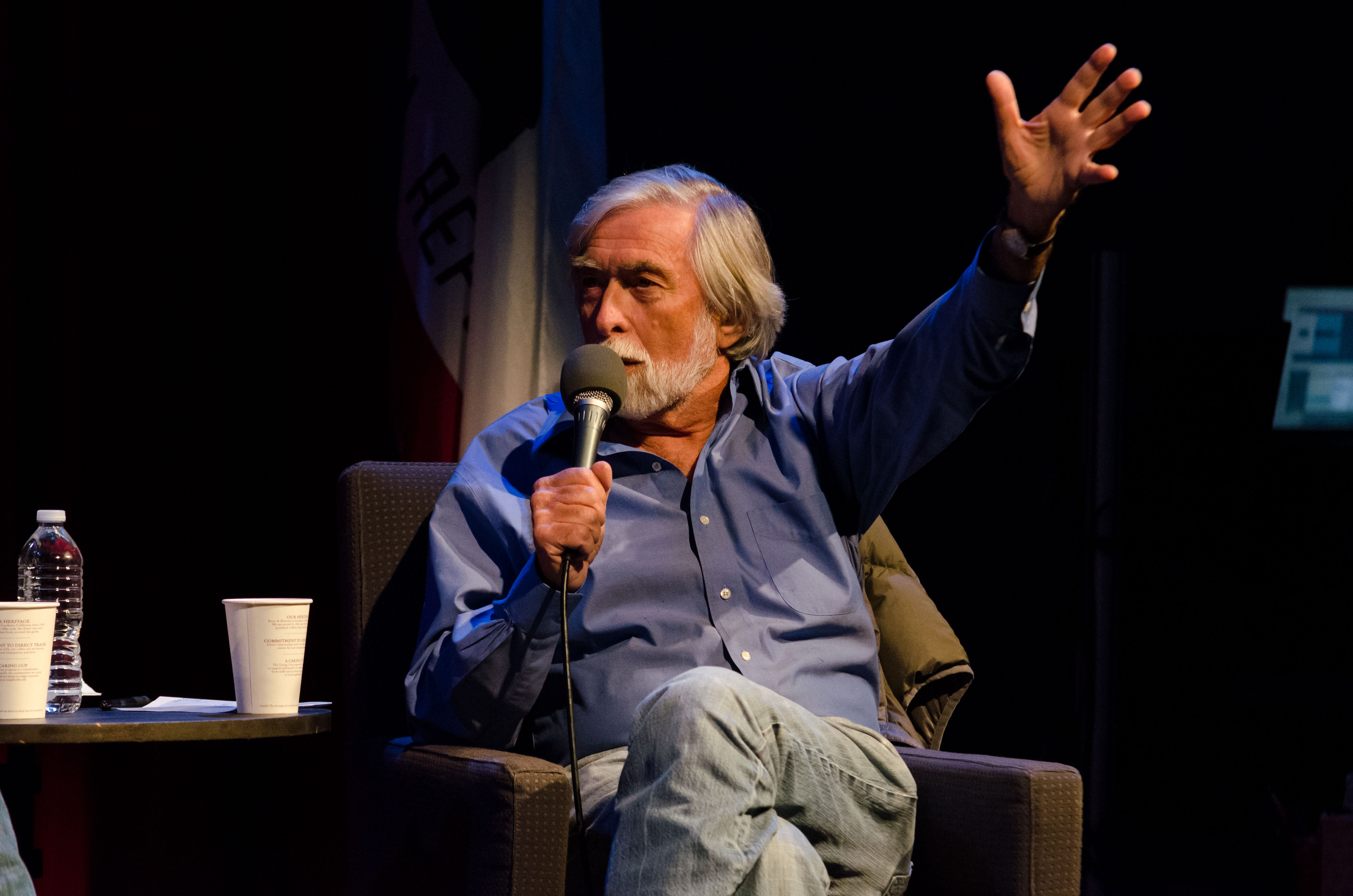
Robert Scheer

Robert Scheer (1936) is een Amerikaans journalist en voormalig columnist van de San Francisco Chronicle. Hij is hoogleraar communicatiewetenschappen aan de University of Southern California en hoofdredacteur van het online tijdschrift Truthdig.

## Vietnam
Scheer werd geboren als kind van immigranten. Zijn moeder, een Russische Jodin, en zijn Duitse vader werkten beiden in de textielindustrie. Na zijn studie economie aan het City College of New York, studeerde hij verder aan de Maxwell School van de Syracuse University. Hij werkte als assistent bij het Center for Chinese Studies aan de UC Berkeley. Scheer was redacteur in het kader van een Poynter fellowship aan Yale University en was medewerker met als onderwerp 'wapenheersing' aan de universiteit van Stanford, dezelfde baan die ooit werd vervuld door minister van Buitenlandse Zaken Condoleezza Rice.
Tijdens zijn baan bij uitgeverij City Lights Books in San Francisco, was Scheer mede-auteur van het boek Cuba, an American tragedy (1964) met Maurice Zeitlin. Tijdens de Vietnamoorlog was hij tussen 1964 en 1969 correspondent, eindredacteur en hoofdredacteur bij het tijdschrift Ramparts. Hij maakte reportages in Cambodja, China, Noord-Korea, Rusland, Zuid-Amerika en het Midden-Oosten, inclusief reportages over de Zesdaagse Oorlog in Israël. Ook schreef hij over nationale veiligheid in de Verenigde Staten.
Tijdens een verblijf in Cuba, waar hij Fidel Castro interviewde, kreeg Scheer een introductie van de Cubaanse leider bij het Dagboek van Che Guevara — dat Scheer overigens al in bezit had dankzij assistentie van de Franse journalist Michele Ray. Het zou worden gepubliceerd in Ramparts en later door Bantam Books.
In deze periode stelde Scheer zich als een van de weinigen verkiesbaar als anti-Vietnam War kandidaat. Hij daagde de Democratische vertegenwoordiger van Californië Jeffrey Cohelan uit tijdens de Voorverkiezingen van 1966. Cohelan was een 'liberal', maar zoals de meeste Democratische kandidaten indertijd, steunde hij de Vietnamoorlog. Scheer verloor, maar won meer dan 45% van de stemmen (en leidde in Berkeley), een duidelijk teken van het toenemende radicalisme van de New Left in de jaren zestig.
In juli 1970 ging Scheer als journalist mee met een delegatie van de Black Panther Party naar Noord-Korea, China en Vietnam. De delegatie, geleid door Eldridge Cleaver, bestond ook uit deelnemers van de San Francisco Red Guard, de vrouwenbeweging, de Peace and Freedom Party, Newsreel en de Movement for a Democratic Military. Het doel van de delegatie was om "uitdrukking te geven aan solidariteit met de strijd van de Koreanen" en om "informatie mee terug te brengen over de communistische maatschappij en het gevecht tegen het imperialisme van de Verenigde Staten", volgens een publicatie van de Black Panthers.

## Na Vietnam
Nadat hij een aantal jaren als freelance journalist werkte voor verschillende tijdschriften, waaronder New Times en Playboy Magazine, kwam Scheer in 1976 bij de Los Angeles Times als verslaggever. Daar ontmoette hij Narda Zacchino, een reporter waar hij later mee trouwde. In de 17 jaar dat hij als nationaal correspondent werkte bij de Times, schreef hij artikelen en series over uiteenlopende onderwerpen zoals de Sovjet-Unie tijdens de glasnost, joden in Los Angeles, wapenbeheersing, stedelijke problematiek, nationale politiek, het leger en verschillende presidentiële verkiezingen. De Times stuurde Scheers werk 11 keer in voor een Pulitzer Prize. Hij werd finalist voor een Pulitzer voor nationale verslaggeving voor zijn serie over de televisie-industrie.
Toen Scheer bij de Times vertrok in 1993, gaf de krant hem een wekelijkse column die twaalf jaar lang elke dinsdag verscheen tot hij werd stopgezet in 2005. De column verschijnt nu in de San Francisco Chronicle en wordt nationaal verspreid door de Creators Syndicate. Scheer levert als redacteur ook bijdragen aan het Amerikaanse tijdschrift The Nation.
Scheer is wekelijks te horen op het radioprogramma Left, Right & Center dat geproduceerd wordt door KCRW in Santa Monica en tevens uitgezonden door Public Radio International. Het programma presenteert analyses van de nationale politiek.
Scheer heeft vanaf het aantreden van Richard Nixon alle presidenten tot en met Bill Clinton geïnterviewd. Hij nam ook het opzienbarende interview af uit 1976 voor Playboy Magazine met Jimmy Carter, waarin de toenmalige presidentskandidaat bekende zich weleens heimelijk 'in zijn hart' te hebben "verlustigd". In een interview met George H.W. Bush, onthulde de toenmalige presidentskandidaat dat hij geloofde dat een kernoorlog te winnen was. Scheer schreef portretten over politici van de Californische Jerry Brown en Willie Brown tot Washington-insiders als Henry Kissinger en Zbigniew Brzeziński, evenals over bekende figuren uit de showbizz als acteur Tom Cruise.
Scheer heeft zeven boeken geschreven, waaronder Thinking Tuna Fish, Talking Death: Essays on the Pornography of Power, With Enough Shovels: Reagan, Bush and Nuclear War, en America After Nixon: The Age of Multinationals. In 2004 publiceerde Scheer The Five Biggest Lies Bush Told Us About Iraq waarmee hij de Bestseller List haalde van de Los Angeles Times. Aan dit boek werd ook meegewerkt door zijn oudste zoon Christopher Scheer en Lakshmi Chaudhry, redacteur van Alternet.
In 2006 verscheen van Scheer Playing President: My Close Encounters with Nixon, Carter, Bush I, Reagan and Clinton - and How They Did Not Prepare Me for George W. Bush. Zijn meest recente boek is The Pornography of Power: How Defense Hawks Hijacked 9/11 and Weakened America (2008).
Scheer heeft lesgegeven aan het Antioch College, het New York City College, het University College Irvine, de Universiteit van Californië - Los Angeles en de Universiteit van Californië - Berkeley. Hij is nu universitair docent aan de Annenberg School for Communication van de University of Southern California, waar hij college geeft over media en maatschappij.
Hij won de James Aronson Award for Social Justice Journalism voor zijn publicaties in de Los Angeles Times en The Nation over de zaak van de kernwetenschapper Wen Ho Lee. Scheer kreeg prijzen en eervolle vermeldingen van de Stanford-universiteit, de Academie van Wetenschappen in Moskou, de Universiteit van Californië - San Diego en de Yale-universiteit.
Met zijn zoon samen gaf Scheer adviezen voor het script van Oliver Stones film Nixon, die genomineerd werd voor een Academy Award in de categorie best original screenplay. Hij verscheen in een kleine rol als journalist in verschillende speelfilms, waaronder The Siege en Bulworth. In 2005 bracht het Mill Valley Film Festival een documentaire over de activist en filantroop Stanley Sheinbaum waarvan Scheer co-producer was.
Voor Link TV interviewde Scheer de documentairemaker Jon Alpert, die in 1991 voor NBC naar Irak ging ten tijde van de Golfoorlog. Alpert die behalve Peter Arnett van CNN de enige Amerikaanse journalist was die op dat moment in Irak filmde, moest de opnames het land uitsmokkelen. Bij terugkomst werd hij door NBC ontslagen.

## Politieke visie

### Irak-oorlog
In een artikel dat gepubliceerd werd op 6 augustus 2002, schreef hij dat experts de Senaat hadden gemeld dat de Iraakse wapenvoorraad “bijna volledig werd vernietigd tijdens de acht jaar dat er geïnspecteerd werd.” Op 3 juni concludeerde Scheer dat de rechtvaardigingen van het Witte Huis voor de oorlog een "big lie" (grote leugen) waren. Op 4 november 2003 schreef hij in een artikel voorstander te zijn van terugtrekking uit Irak.

## Einde van zijn periode bijLA Times
Scheer heeft vaak controversiële standpunten ingenomen. Bijvoorbeeld op 15 februari 2005 toen Scheer een artikel schreef met de titel "What We Don't Know About 9/11 Hurts Us" voor de Los Angeles Times. Hierin stelde hij de vraag "Would George W. Bush have been reëlected president if the public understood how much responsibility his administration bears for allowing the 9/11 attacks to succeed?" (Zou George W. Bush als president zijn herkozen als het publiek had begrepen hoeveel verantwoordelijkheid zijn regering draagt voor het slagen van de aanvallen op 9/11?) Nadat hij meer dan twaalf jaar een column had geschreven voor deze krant, beëindigde de Los Angeles Times de relatie in november 2005, waarbij als reden werd opgegeven dat de krant moest bezuinigen. Ook de conservatieve cartoonist Michael Ramirez werd ontslagen. Scheer zou ontslagen zijn om het gemakkelijker te maken om een vergunning te krijgen voor het dubbele eigenaarschap van de Federal Communications Commission. Ook verklaarde hij op 14 november 2005 op Democracy Now!:

"Ik ben het voorwerp geworden van kwaadaardige aanvallen van Bill O'Reilly en Rush Limbaugh. Ik werd een boksbal voor die jongens. Ik ben er nog steeds terwijl de mensen die de krant leidden, weg zijn."

In een bericht op The Huffington Post schreef Scheer:
"De uitgever Jeff Johnson, die mij geen enkele verklaring heeft gegeven, heeft privé tegen mensen gezegd dat hij ieder woord dat ik schreef haatte. Ik neem aan dat dit vooral verwijst naar mijn onthullingen van de leugens die president Bush heeft gebruikt om de Invasie van Irak te rechtvaardigen. Gelukkig begrijpt 60% van de Amerikanen nu wat er aan de hand is maar pas nadat tienduizenden Amerikanen en Irakezen gedood zijn en gewond door het onbeheersbaar worden van de slachting. Mijn enige spijt is dat mijn pen niet scherper en mijn woorden niet sterker waren."
Binnen een paar dagen nadat zijn column verdween bij de Times, bood de San Francisco Chronicle Scheer ruimte voor een nieuwe column, die nu iedere woensdag verschijnt. Op 29 november 29 2005 lanceerde hij als mede-oprichter het nieuwe online tijdschrift Truthdig waarvan hij hoofdredacteur is. In 2007 werd Truthdig finalist voor drie Webby Awards in de categorie nieuws, (politiek) blog en politiek. De website werd zowel bekroond door het publiek als door de vakjury voor politiek blog.

## Publicaties
- Scheer, Robert (1972). "America after Nixon; the age of the multinationals." New York: McGraw-Hill (ISBN 0-07-055198-7).
- Scheer, Robert (1981). "What happened? The story of election 1980." New York: Random House (ISBN 0-394-41482-9).
- Scheer, Robert (1982). "With enough shovels: Reagan, Bush, and nuclear war." New York: Random House (ISBN 0-394-41482-9).
- Scheer, Robert (1988). "Thinking tuna fish, talking death : essays on the pornography of power." New York: Hill and Wang (ISBN 0-8090-9316-2).
- Scheer, Robert (2006). "Playing president : my close encounters with Nixon, Carter, Bush I, Reagan, and Clinton: and how they did not prepare me for George W. Bush". New York : Akashic Books (ISBN 1-933354-01-1).
- Scheer, Robert (2008). "The pornography of power : how defense hawks hijacked 9/11 and weakened America." New York: Twelve (ISBN 978-0-446-50527-7).
- Zeitlin, Maurice and Robert Scheer (1963). "Cuba, tragedy in our hemisphere." New York: Grove Press.
- Zeitlin, Maurice and Robert Scheer (1964). "Cuba, an American Tragedy." Harmondsworth: Penguin Books (ISBN 0-14-052227-1).
- Scheer, Christopher, Robert Scheer, and Lakshmi Chaudhry (2003). "The five biggest lies Bush told us about Iraq". New York: Akashic Books: Seven Stories Press (ISBN 1-58322-644-3).
- Robert Scheer, "How The Times Misled on McCain", San Francisco Chronicle 27 februari 2008.
- "The Pornography of Power: How Defense Hawks Hijacked 9/11 and Weakened America Fragment op Alternet, 27 juni 2008
- Financial Meltdown 101/ Analyse van de kredietcrisis met interactieve tijdlijn, geluids- en filmfragmenten en documenten.